# Александр Карагеоргиевич (князь Сербии)
Алекса́ндр Карагео́ргиевич (11 октября 1806 — 3 мая 1885) — князь Сербии в 1842—1858 годах.

## Биография
Сын Карагеоргия. После смерти отца (1817) жил в России и служил некоторое время в русской армии. Князь Милош Обренович, желая примириться с потомством Карагеоргия, в конце своего первого княжения пригласил Александра в Сербию, где он в 1840 году сделался адъютантом князя Михаила III, сына Милоша. После низвержения Михаила III Обреновича (1842), в котором Александр активного участия не принимал, скупщина избрала его князем. Россия, дружественная тогда Обреновичам, не признала переворота, но новые выборы дали прежний результат. Османская империя, напротив, переворот признала сразу и утвердила Александра, не упоминая о наследственности княжеской власти.

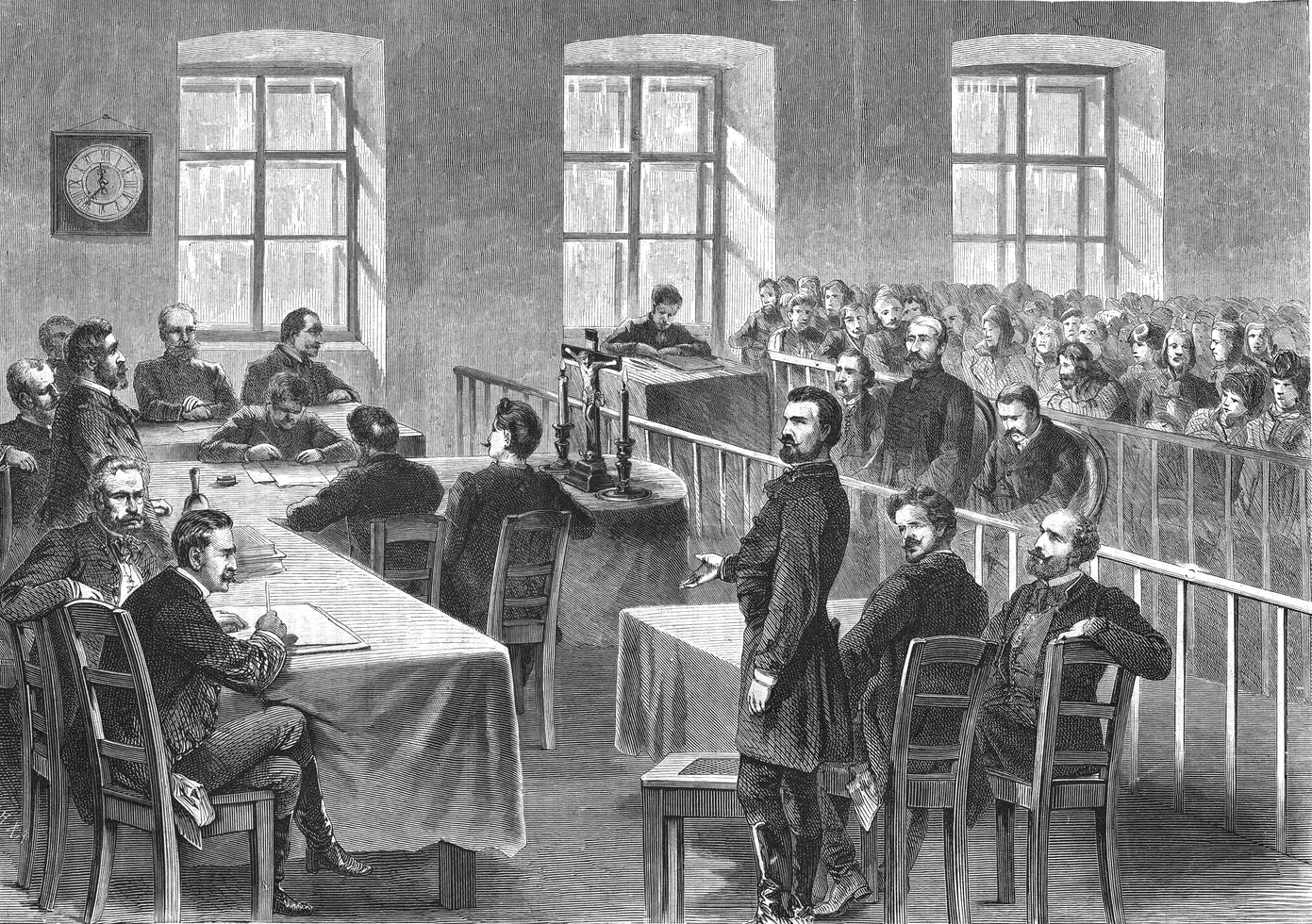
Зал заседаний суда над А. Карагеоргиевичем

Князю Александру за все время его правления приходилось сообразоваться с желаниями Турции и Австрии; народные движения в Боснии-Герцеговине и Болгарии, направленные против Турции, в Сербии встречали не поддержку, а враждебность и противодействие. Под влиянием Австрии Александр сохранил нейтралитет во время Крымской войны. Период княжения Александра был периодом кодификации законов и создания новых государственных учреждений; был издан гражданский законник, реформировано судоустройство, впервые создан кассационный суд, основано значительное число учебных заведений. Образцом, по большей части, служила Австрия, и все реформы носили бюрократический характер. Александр Карагеоргиевич был мало популярен; агитация Обреновичей против него имела успех и вызвала несколько восстаний, которые усмирялись с большой жестокостью.
Направленное против Александра народное движение 1858 года и враждебное положение, занятое скупщиной (см. Святоандреевская скупщина), принудили Александра бежать в белградскую цитадель, под защиту турецкого гарнизона. Скупщина провозгласила его низложенным и призвала Милоша Обреновича. Александр уехал в Австрию. В 1868 году он был обвинен в участии в убийстве князя Михаила III Обреновича и приговорен сербским судом заочно к 20 годам заключения, венгерским судом — к 8 годам тюрьмы, которые и отбыл. Скупщина признала все его потомство лишенным прав на сербский престол. Бывший князь умер в венгерском Темешваре (ныне Тимишоара в Румынии).
У него осталось двое сыновей:
- Пётр I Карагеоргиевич (1844—1921), с 1903 года король Сербии, с 1918 первый король сербов, хорватов и словенцев (КСХС).
- Арсений (1859—1938), до 1916 года служивший на русской военной службе и в 1891—1896 женатый на Авроре Демидовой, княгине Сан-Донато. Их сын принц Павел был регентом Югославии в 1934—1941 годах.

## Награды
- Орден Святой Анны 1-й степени с императорской короной (31 августа 1846, Российская империя)[5]
- Орден Белого орла (21 мая 1849, Российская империя)[5]
- Орден Славы (Османская империя)
- Орден Императорского портрета (Османская империя)
- Австрийский Императорский орден Леопольда большой крест (Австрийская империя)